# Stackelberginia gracilis
Stackelberginia gracilis là một loài ruồi trong họ Asilidae. Stackelberginia gracilis được Lehr miêu tả năm 1964. Loài này phân bố ở vùng Cổ Bắc giới.